# Pflugfelder Straße 20 (Ludwigsburg)

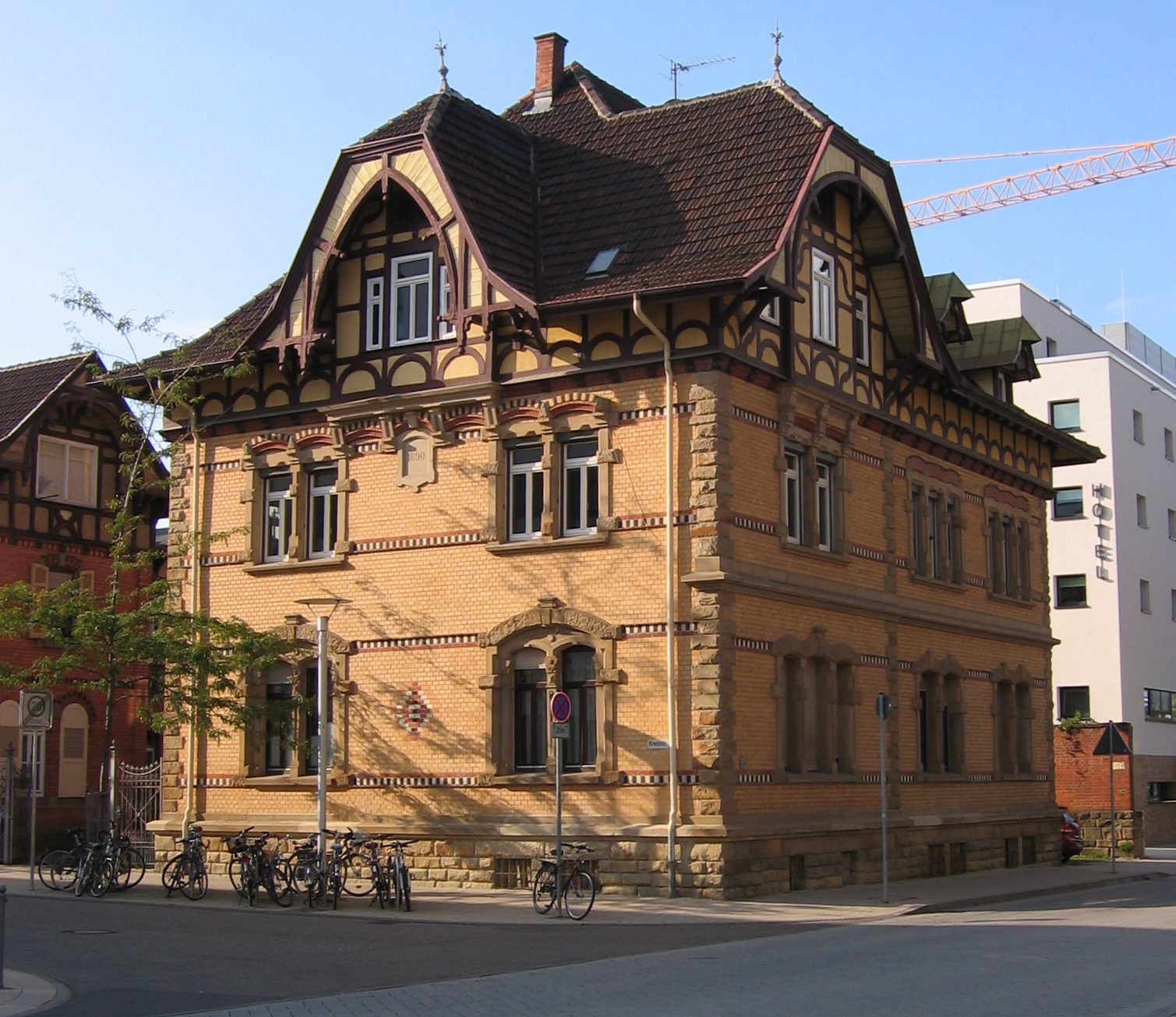
Ludwigsburg Pflugfelder Straße 20

Das Bauwerk Pflugfelder Straße 20 in Ludwigsburg ist eine ehemalige Fabrikantenvilla. Sie steht unter Denkmalschutz.

## Geschichte und Beschreibung
Gustav Franck, ein Nachkomme des Johann Heinrich Franck, besaß schon eine Villa in der Pflugfelder Straße 5 und ließ diese noch baulich ergänzen, als er bereits mit der Planung seines neuen Stadthauses begann. Albert Bauder wurde mit dem Entwurf und der Ausführung dieser Villa an der Ecke Pflugfelder Straße / Brenzstraße beauftragt. Der Bau wurde in den Jahren 1889/90 errichtet. Der Backsteinbau mit Werksteingliederung und Fachwerkteilen im Schweizerstil diente als Wohngebäude. Das Rückgebäude mit der Adresse Brenzstraße 2 umschloss als Dreiflügelanlage einen Innenhof. Es enthielt Stallungen, Remise, Waschküche und Unterkünfte für Bedienstete. Zwischen dem Haupt- und dem Nebengebäude wurde ein dreiteiliges Gittertor angebracht.